# Caroline de Barrau
Caroline Françoise Sophie de Barrau de Muratel (París, 1828– París, 1888), nacida como Caroline Françoise Sophie Coulomb fue una educadora, feminista y filántropa francesa. 
Se interesó por la educación femenina, creó una escuela en París en la cual instruyó a su hija, a quien junto a otras jóvenes mujeres motivó para postular y ser admitidas en la Universidad de París, una institución solo para varones. Perteneció a asociaciones feministas internacionales, investigó las condiciones de mujeres trabajadoras de París y lideró la campaña para eliminar la regulación estatal de la prostitución.
Es tataratatarabuela de Verónika Mendoza, política peruana[cita requerida].

## Biografía
Caroline Françoise Sophie Coulomb nació en París en 1828. Hija de Émile Coulomb y Henriette-Françoise Lefebvre. Fue educada en latín, lenguas modernas y música.
En 1848 se casó con Maurice de Barrau de Muratel, un funcionario diplomático. Durante su matrimonio vivió en Viviers-lès-Montagnes, en donde su marido fue alcalde. La pareja luego se trasladó a París.
Durante la Guerra Franco-Prusiana (1870-71),  convirtió su residencia en un hospital, donde llevó a cuarenta heridos del campo de batalla del valle del Loira.

## Feminista
En 1866, un grupo feminista llamado Société pour la Revendication du Droit des Femmes comenzó a reunirse en la casa de André Léo. Entre sus miembros se encontraban Paule Mink, Louise Michel, Eliska Vincent, Élie Reclus y su esposa Néomie, Jules Simon y Caroline de Barrau. Debido a las diversas opiniones, el grupo decidió centrarse hacia el problema de la mejora de la educación para las niñas. 
Caroline de Barrau fue miembro de la Association internationale des femmes (AIF) formada en 1868. Sin embargo, en 1872, el AIF se dividió con el liderazgo de Marie Goegg. En junio de 1872, Caroline de Barrau fue una de las firmantes de un comunicado que convocaba a una reunión en la casa de Julie von May von Rued en Berna para organizar una nueva asociación llamada Solidarité: Association pour la défense des droits de la femme (Solidaridad: Asociación para la defensa de los derechos de las mujeres). Otros firmantes incluyeron a Josephine Butler, Christine Lazzati, Rosalie Schönwasser, Marianne Menzzer y Julie Kühne.
En 1877 participó en el congreso de Ginebra de la Federación Internacional para la Abolición de la Prostitución Regulada. En esta reunión, Caroline de Barrau relató sobre las trabajadoras sexuales en París y explicó que ganaban aproximadamente dos francos por día en promedio. En una ordenanza de 16 de junio de 1879, la policía autorizó el establecimiento de una sección francesa de la Federación para la Abolición de la Prostitución, llamada Asociación para la abolición de la prostitución reglamentada, con Victor Schoelcher (1804-1893) como presidente. La asociación incluyó feministas, radicales y abolicionistas. 
Los organizadores más activos de la Asociación Francesa para la Abolición de la Prostitución Oficial fueron las líderes feministas Maria Deraismes, Emilie de Morsier y Caroline de Barrau.
Durante algunos años, Caroline de Barrau dirigió la institución de los Libérées de Saint-Lazare, que ayudó a las exprisioneras de Saint-Lazare, en su mayoría prostitutas, a reinsertarse a la sociedad.
Caroline de Barrau murió en París en 1888.

## Obra
- La femme et l'éducation (1870)
- La mission de la femme et en particulier son rôle dans l'éducation religieuse de l'enfance (1870) con Louis Lablois
- Étude sur le salaire du travail féminin à Paris (1878)
- Les Femmes de la campagne à Paris (1884)